# Stampa all'albume

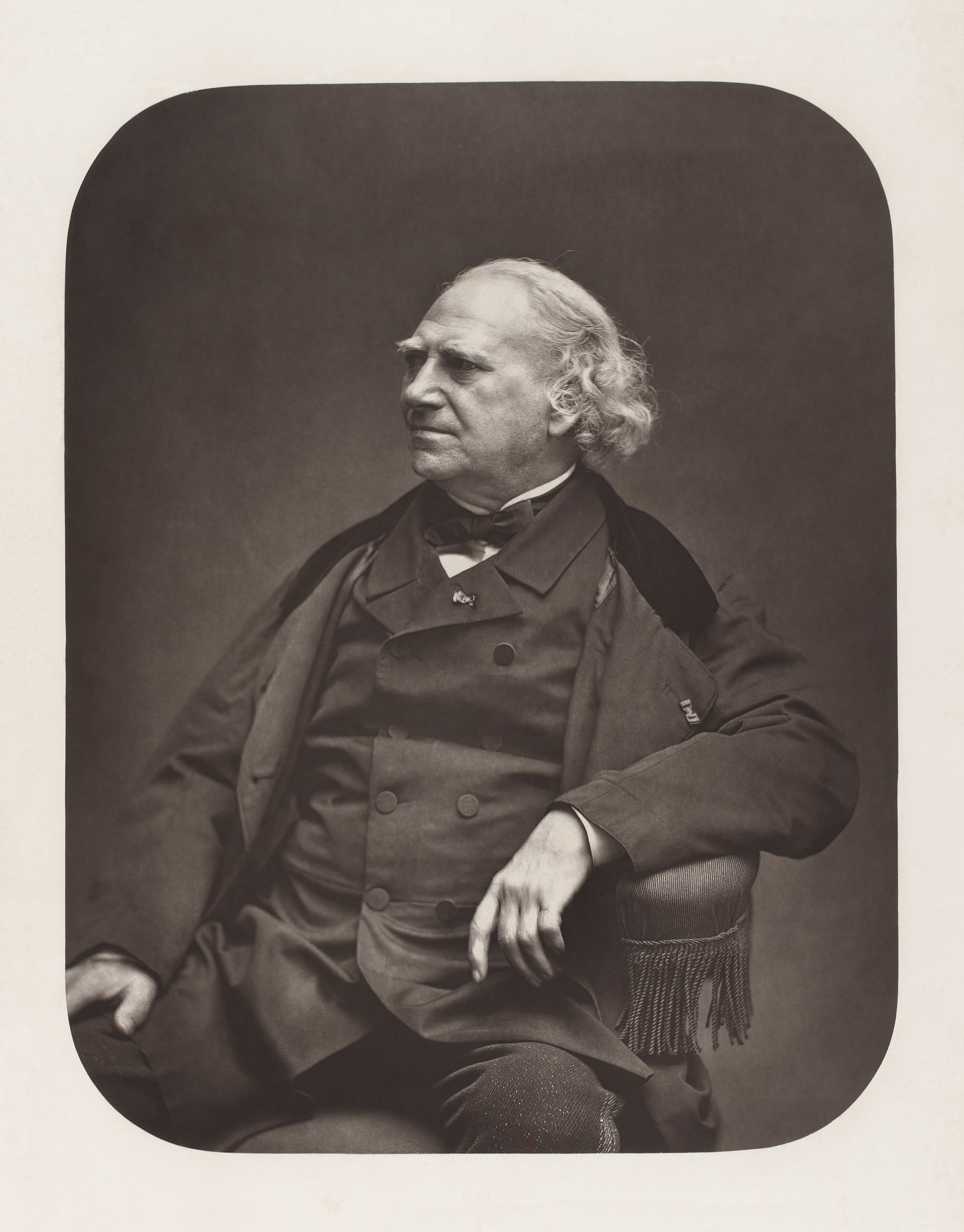
Louis Désiré Blanquart-Evrard

La stampa all'albume (o all'albumina) è un tipo di stampa fotografica introdotta nel 1850 da Louis Désiré Blanquart-Evrard. La carta all'albumina sostituì le precedenti carte salate e divenne in breve tempo il più diffuso positivo fotografico prodotto commercialmente.

## Caratteristiche
Il nome di questa tecnica deriva dal fatto che la chiara d'uovo (l'albume appunto) veniva adoperata come legante: mischiata al cloruro di sodio formava un'emulsione che veniva applicata su un lato del foglio di carta facendo galleggiare quest'ultimo sopra l'emulsione stessa. Una volta asciugati, i fogli venivano tagliati secondo i formati più diffusi e messi in commercio.
La sensibilizzazione dei fogli veniva eseguita dal fotografo facendo galleggiare il foglio, dal lato emulsionato, sopra una soluzione di nitrato d'argento il quale reagendo con il cloruro di sodio presente nell'albume formava cloruro d'argento. Il cloruro d'argento, instabile alla luce, rendeva possibile la formazione di immagini fotografiche mediante la stampa a contatto di negativi (lastre di vetro al collodio) posti sopra il foglio di carta albuminata. In un secondo momento fu possibile acquistare carte presensibilizzate tramite l'impiego di acido citrico aggiunto al legante come conservante, ma anche in questo modo la conservazione della carta sensibilizzata restava limitata a pochi giorni.

## Storia
Il formato di stampa più diffuso utilizzando la carta all'albume divenne la carte de visite, proposta da André-Adolphe-Eugène Disdéri. La carta all'albumina era poco stabile e tendeva a ingiallire; prodotta fino al 1920, affiancata dagli aristotipi, venne abbandonata solo con l'introduzione negli anni ottanta della carta alla gelatina bromuro d'argento.